# 地域主権
地域主権（ちいきしゅけん）、あるいは地域主権改革（ちいきしゅけんかいかく）は、地域のことを地域の住民で決め、地域の自主性を高めていくための取り組みである。国から地方への財源移譲は通常「地方分権」と呼ばれているが、住民が主権者の自覚をもって地域を主体的に運営していくとの意味を込め、この語が使用されていた。

## 概要
2009年9月16日、政権交代により、鳩山由紀夫内閣が発足した。民主党は「地域主権」改革を「1丁目1番地」の目玉政策と位置づけており、マニフェストでも目的や自主財源を増やしていく具体策などが示された。
- 目標
  - 明治維新以来続いた中央集権体制を抜本的に改め、「地域主権国家」へと転換する。
  - 中央政府は国レベルの仕事に専念し、国と地方自治体の関係を、上下・主従の関係から対等・協力の関係へ改める。地方政府が地域の実情にあった行政サービスを提供できるようにする。
  - 地域の産業を再生し、雇用を拡大することによって地域を活性化する。

- 具体策
  - 新たに設立する「行政刷新会議（仮称）」で全ての事務事業を整理し、基礎的自治体が対応可能な事務事業の権限と財源を大幅に移譲する。
  - 国と地方の協議の場を法律に基づいて設置する。
  - 国から地方への「ひもつき補助金」を廃止し、基本的に地方が自由に使える「一括交付金」として交付する。義務教育・社会保障の必要額は確保する。
  - 「一括交付金」化により、効率的に財源を活用できるようになるとともに補助金申請が不要になるため、補助金に関わる経費と人件費を削減する。

鳩山由紀夫政権・菅直人政権の「地域主権」は国と地方との新しい関係の構築で、野田政権の「地域主権」は財政再建や震災からの復興対策などと歴代政権で形を変えている。